# Теодор фон Люкен
Теодор фон Люкен (нім. Theodor von Lücken; 24 квітня 1914, Царенсдорф - 15 листопада 1986, Саарбрюкен) - німецький офіцер, оберстлейтенант вермахту (30 січня 1945) і бундесверу (1 жовтня 1956). Кавалер Лицарського хреста Залізного хреста з дубовим листям.

## Біографія
1 жовтня 1935 року поступив на службу в 6-й піхотний полк, 1 жовтня 1936 року переведений в 96-й піхотний полк 32-ї піхотної дивізії, з  1939 року - командир взводу 12-ї роти, з 17 січня 1941 року - командир роти.
Учасник Польської і Французької кампаній, а також боїв на радянсько-німецькому фронті. Відзначився у боях в Дем'янському котлі. З 1 жовтня 1942 року - командир 2-го батальйону 686-го піхотного полку, з яким брав участь в боях у Криму і обороні Севастополя. З 29 листопада 1944 року - командир 914-го гренадерського полку. В травні 1945 року взятий в полон американськими військами, згодом звільнений.
1 жовтня 1956 року поступив на службу в бундесвер. 30 вересня 1970 року вийшов у відставку.

## Нагороди
- Залізний хрест
  - 2-го класу (29 травня 1940)
  - 1-го класу (31 липня 1941)
- Лицарський хрест Залізного хреста з дубовим листям
  - Хрест (2 березня 1942) - як обер-лейтенант і командир 2-го батальйону 502-го піхотного полку.
  - Дубове листя (№469; 7 травня 1944) - як гауптман і командир 1-го батальйону 686-го гренадерського полку.
- Медаль «За зимову кампанію на Сході 1941/42»
- Штурмовий піхотний знак в сріблі
- Дем'янський щит
- Відзначений у Вермахтберіхт (7 травня 1944)